# 철망

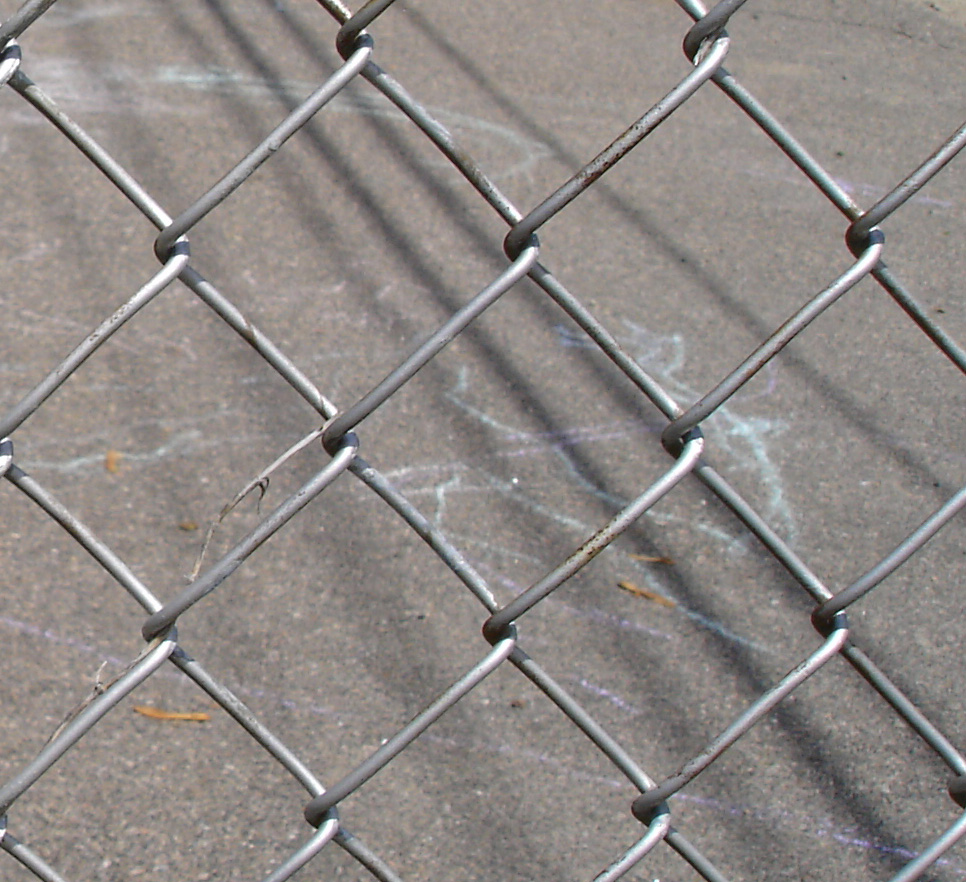

철망(鐵網, chainlink; wire netting)은 강철 철사를 엮어서 만든 망이다. 지그재그로 구부러진 철사들의 "지그"와 "재그"가 서로서로 얽혀 특징적인 마름모꼴 무늬를 만든다.

## 개발
영국의 ‘버나드 스숍 앤드 버나드’(Barnard, Bishop & Barnard) 사가 체인으로 연결된 울타리를 기계로 만드는 회사를 노리치에 설립했다. 이 체인을 만드는 과정은 1844년 찰스 버나드에 의해 개발되었다. 그는 옷감을 짜는 기계로 이것을 제조했으며, 그 당시까지 노리치는 직물 제조의 오랜 역사를 가지고 있었다.
1898년에 설립된 앵커 펜스(Anchor Fence)는 기계로 만드는 권리를 사서, 최초의 체인 연결 울타리를 미국에서 만드는 회사가 되었다. 앵커 펜스는 또한 미국 내 사슬 연결형에 대한 특허를 가지고 있었다. 그 기계는 1845년 원래 철사를 제조하는 기계를 발명한 벨기에 출신의 한 남자에게 구매한 것이었다.

## 같이 보기
- 철